# Motten
Motten est une commune de Bavière (Allemagne) située dans l'arrondissement de Bad Kissingen, dans le district de Basse-Franconie.

## Jumelage
- Ranville (France)